# Batolito antioqueño

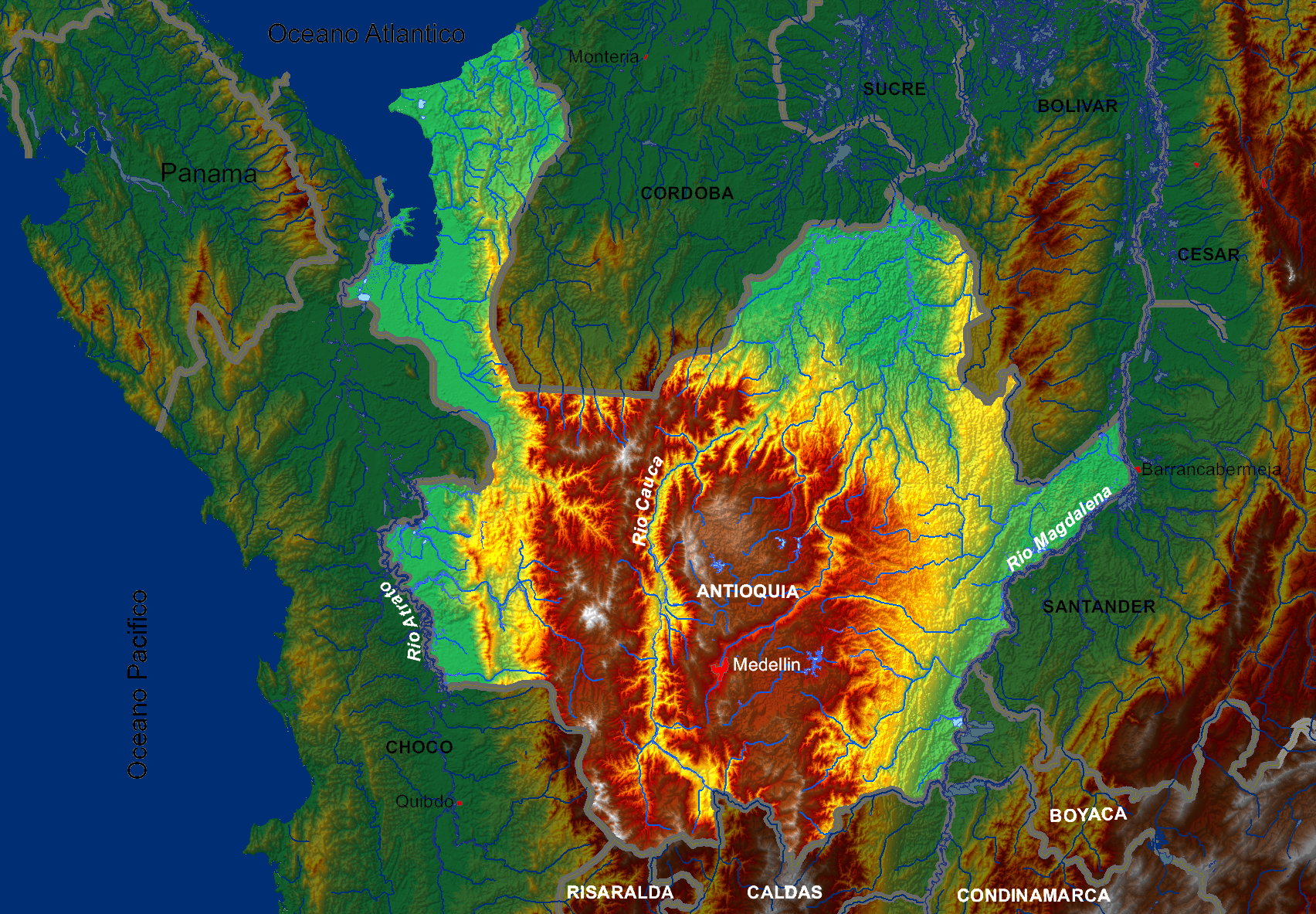
Mapa de la ubicación del Batolito Antioqueño en la zona central de Colombia.

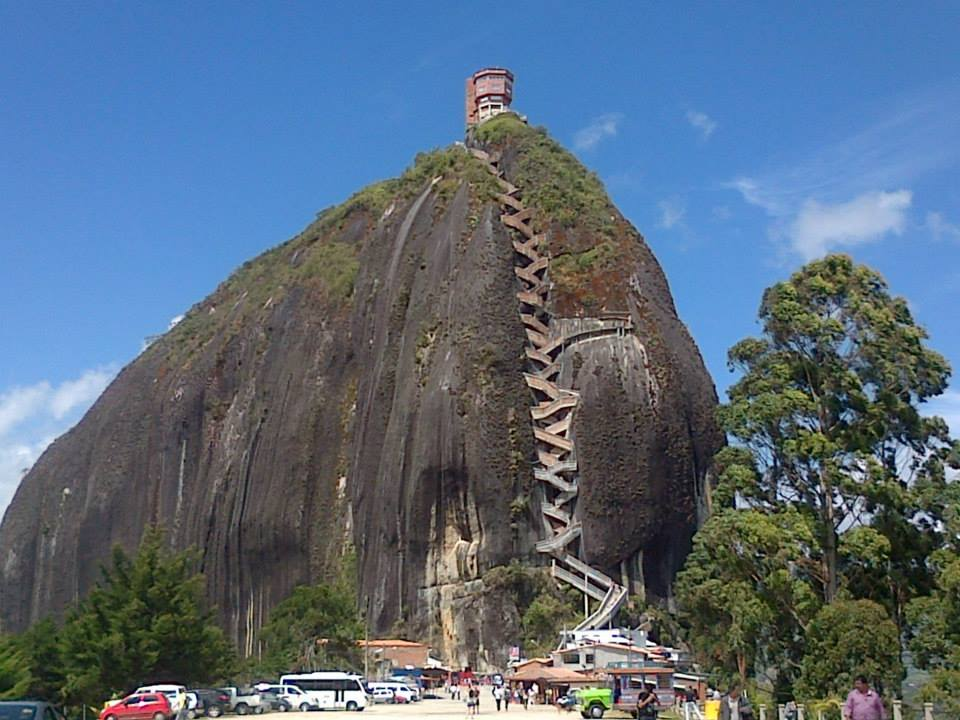
El peñón de Guatapé, conocido como "la Piedra del Peñol" es el peñón más conocido del batolito antioqueño. Está ubicado en el Municipio de Guatapé, cerca al municipio de El Peñol, en el oriente antioqueño

El batolito antioqueño  en una formación geológica  ubicada en el Departamento de Antioquia, República de Colombia.   Consiste en una masa extensa de roca de granito con una extensión de cerca de 7.800 kilómetros cuadrados.   Está asentado sobre la Cordillera Central donde ocupa la parte axial de su extremo septentrional.
El Batolito Antioqueño tiene una forma trapezoidal con su mayor longitud en sentido Noroccidente-Sureste.    Es un cuerpo intrusivo en todas las rocas que encajan, produciendo efectos térmicos en las sedimentitas y en las rocas metamórficas de bajo grado y recristalización y desdoblamiento de minerales en las rocas de alto grado. 
En el área de influencia del Batolito Antioqueño se han identificado tres superficies de erosión denominadas pre-Cordillera Central, Cordillera Central y Rionegro, constituyendo tres altiplanos identificados: Altiplano de Oriente-Sonsón,  Altiplano de Santa Rosa de Osos y altiplano del Nordeste.   A su vez se han identificado múltiples peñones como el  Peñón de Entrerríos, Peñolcito, El Marial, El Colmillo, entre otros.  El peñón  más conocido del Batolito es  el Peñón de Guatapé, también llamado "la piedra del peñol".  

## Composición

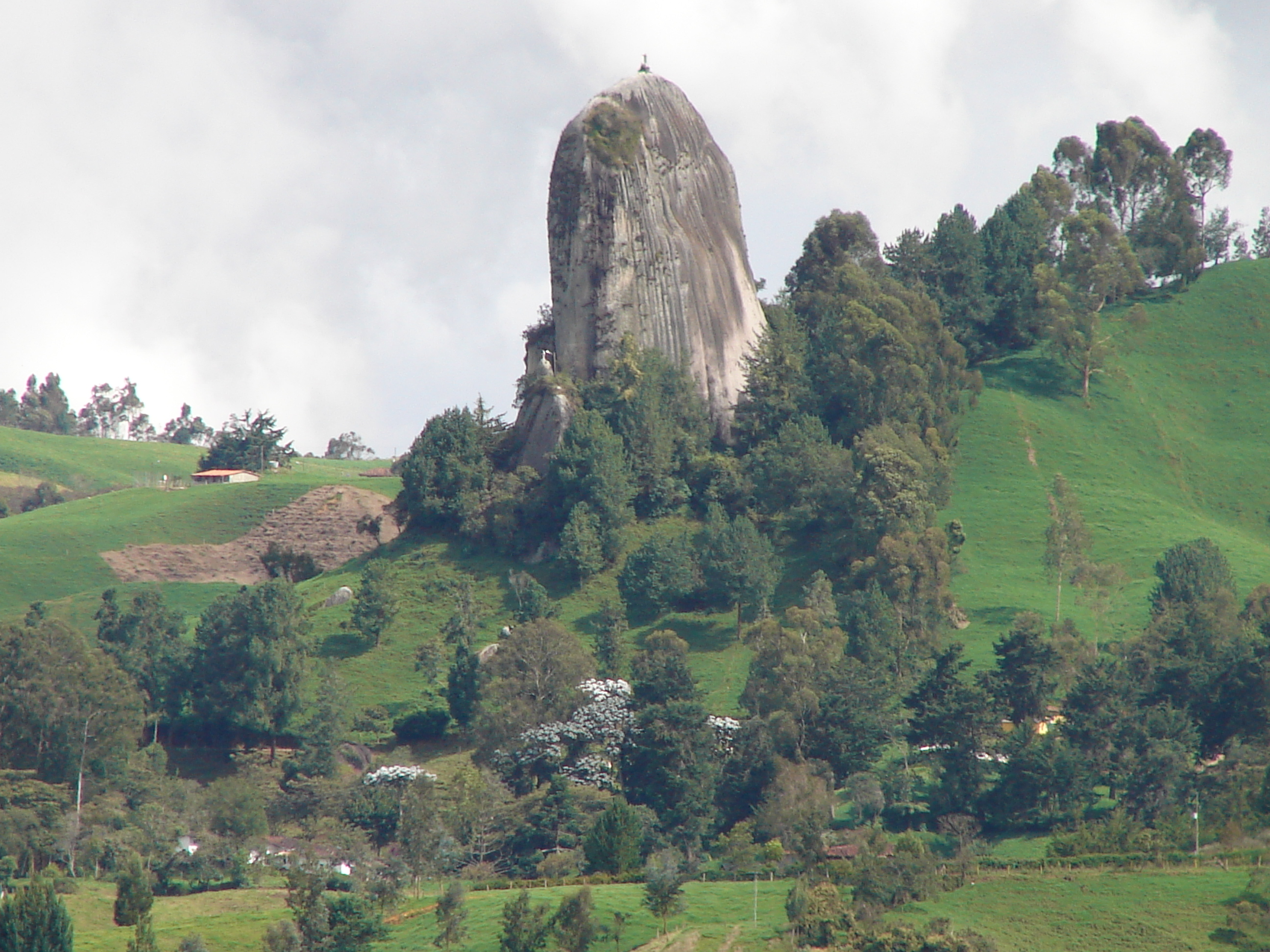
el Peñón de Entrerríos es otro promontorio rocoso del Batolito Antioqueño

La composición geológica del Batolito antioqueño según se ha estudiado es la siguiente:
| Tipos de roca       | %  |
| ------------------- | -- |
| Granodiorita        | 62 |
| Tonalita            | 26 |
| Cuarzodiorita       | 4  |
| Monzogranito        | 4  |
| Cuarzo-monzodiorita | 2  |
| Gabro               | 1  |
| Diorita             | 1  |

## Otros batolitos
- Batolito de Sierra Nevada
- Batolito cornubiano
- Batolito Costero Peruano
- Batolito Costero de Chile Central
- Batolito de la Cordillera Blanca
- Batolito de Vilcabamba
- Batolito de Panguipulli
- Batolito Patagónico
- Batolito de Colangüil
- Batolito de San Lorenzo
- La Pedriza